# Urza
Urza, vlastním jménem Martin Urza (* 4. června 1987 Plzeň) je český anarchokapitalista, anarchoagorista, youtuber, publicista, učitel, programátor a bývalý podnikatel. Patří k nejznámějším představitelům české libertariánské a anarchokapitalistické scény. Své myšlenky prezentuje prostřednictvím veřejných přednášek, videí, podcastů, článků či účastí v televizních či online rozhovorech a debatách. Napsal první českou knihu o anarchokapitalismu, jejíž vydání bylo financováno jednou z nejúspěšnějších českých crowdfundingových kampaní. Je spoluzakladatelem českého a slovenského Ludwig von Mises Institutu a je také členem předsednictva spolku SvobodaUčení. S bývalou manželkou Terezou Urzovou založil spolek Svobodný přístav, který slouží k popularizaci  anarchokapitalistických a libertariánských myšlenek.

## Život
Narodil se a vyrůstal v Plzni, kde vystudoval Gymnázium na Mikulášském náměstí. O politiku a dění ve společnosti se začal zajímat ve věku 11 let, názorově zastával pravicově-konzervativní politické postoje. Prostřednictvím bývalých spolužáků z gymnázia, kteří na vysoké škole studovali ekonomii, se dostal k rakouské ekonomické škole a anarchokapitalismu. Přivedlo ho k tomu též absolvování ekonomických předmětů během studia informatiky na Matematicko-fyzikální fakultě Karlovy univerzity. Než dosáhl 20 let, zastával libertariánské resp. minarchistické názory. Anarchokapitalistou se stal po tom, co půlrok pracoval na článku, ve kterém chtěl vyvrátit argumenty anarchokapitalistů. V průběhu práce však změnil názor.
Během vysokoškolského studia se začal věnovat podnikání v oblasti vývoje softwaru, poté pracoval jako programátor a zároveň působil jako učitel informatiky na soukromém gymnáziu.
Urza spoluzaložil a přispíval svými články na webové stránky Mises.cz, které jsou součástí aktivit spolku Ludwig von Mises Institut.
Za nejdůležitější krok směrem k anarchokapitalistické společnosti považuje odluku školství od státu a možnost svobodného vzdělávání, proto působí od roku 2016 v iniciativě Svoboda učení, která svobodné vzdělávání propaguje.
V roce 2017 spolu se svou manželkou Terezou Sladkovskou založil spolek Svobodný přístav, který má za cíl šířit myšlenky anarchokapitalismu. Na YouTube provozují Kanál Svobodného přístavu a jsou aktivní i na dalších platformách.
Pořádá veřejné přednášky o anarchokapitalismu. Například v období od listopadu 2016 do března 2018 uvedl cyklus 19 přednášek o anarchokapitalismu v Paralelní polis. Tento cyklus pokračoval do konce roku 2023 v klubu Centrála. Od roku 2024 se přesunul do podniku Bar Behind the Curtain.
V roce 2022 začal působit jako učitel na soukromé svobodné škole Ježek bez klece. Spolu se svou partnerkou a zakladatelkou školy Gabrielou Ježkovou pořádají besedy o sebeřízeném vzdělávání v ČR i na Slovensku.

## Názory
Ústředními tématy, na která se Urza zaměřuje, je princip neagrese a s ním související konzistentní systém negativních práv (založených na vlastnickém právu) a posuzování fungování státu z etického pohledu. Jeho ústředním tématem je svobodné sebeřízené vzdělávání (ať už v rámci domácího vzdělávání nebo ve svobodných školách). Tradiční státní vzdělávací systém vnímá jako prostředek indoktrinace dětí státní propagandou.
Své názory zakládá na učení rakouské ekonomické školy. Vychází z axiomaticko-deduktivní metody, která pokládá za validní závěry odvozené dedukcí. Za základní etický princip anarchokapitalismu pokládá princip neagrese a z něj vyplývající sebevlastnictví (vlastnictví svého těla), od kterého odvozuje právo na soukromé vlastnictví.
Soukromý majetek podle něj vzniká spojením lidské práce a přírodních zdrojů, které byly původně prvotně přivlastněné (tzv. homestead principle). Princip neagrese pokládá za přirozené právo. Stát definuje jako monopol na (útočné) násilí.
Na základě toho je možno Urzu zařadit k deontologickému anarchokapitalismu (opakem je konsekvencialistický anarchokapitalismus, který prosazuje své myšlenky na základě utilitarianistických argumentů, např. David D. Friedman). Jeho názory ovlivnili například Ludwig von Mises, Murray Rothbard, Hans-Hermann Hoppe a Friedrich August von Hayek.
Odmítá nastolení anarchokapitalismu náhlými reformami nebo revolucí. Za přechodný způsob dopracování se ke svobodné společnosti pokládá postupnou, několik generací trvající deregulaci a privatizaci jednotlivých funkcí státu až po jeho úplný zánik.

### Kontroverze
Některé z názorů, které Urza zastává, jsou kontroverzní i pro velkou část libertariánů, například dobrovolné vstoupení do otroctví.

## Kritika
Urzovy radikální postoje bývají kritizovány jak z pravého, tak z levého politického spektra.
Knihu Anarchokapitalismus: Stát je špatný sluha, ale zlý pán (2018) ve své recenzi kritizuje novinář Michal Kašpárek. Urzu kritizuje za naivitu a anarchokapitalismus by podle něj přinesl nové problémy, kterým se kniha dostatečně nevěnuje. Jednou ze zmíněných otázek, kterou se Urza podle Michala Kašpárka ve své knize dostatečně nezabývá, je pomoc těm, kteří o ni nemohou požádat, nebo zabránění tyranii bohatých nad nemajetnými. Dále poukazuje na to, že Urzův anarchokapitalismus by přinesl i mnoho byrokratických problémů. Například tím, že by i ulice byly v individuálním vlastnictví, chůze po chodnících by se stala byrokraticky náročnou záležitostí, protože ulice by byly chodcům přístupné pouze na základě smlouvy. Urza na jeho recenzi zareagoval, navrhl tržní řešení zmiňovaných problémů a vyzval Michala Kašpárka k veřejné diskusi na záznam, což dotyčný odmítl.
Kritici také poukazují na ignorování ekonomické moci a jejích donucovacích prostředků, stejně jako ničivých dopadů na člověka, společnost a přírodu.

## Politika
V roce 2021 Urza založil s Terezou Urzovou politickou stranu se zkratkou Nevolte Urza.cz. a s plným názvem: „Urza.cz: Nechceme vaše hlasy; ke svobodě se nelze provolit. Odmítneme každou politickou funkci; nechceme totiž lidem nařizovat, jak mají žít. Máme jinou vizi. Jdeme jinou cestou — najdete ji na webu www.urza.cz.“ Strana odmítá veškeré politické funkce, což odůvodňuje tím, že by podle ní nikdo neměl nikomu vládnout silou. Strana i po volbách odmítá přijmout jakoukoliv funkci a zavazuje se, že v případě zvolení složí každý takto získaný mandát (odmítnou-li mandát postupně všichni náhradníci strany, zůstane tento mandát uprázdněný až do konce volebního období).
Ve sněmovních volbách v roce 2025 je lídrem kandidátní listiny (a zároveň jediným kandidátem) strany Nevolte Urza.cz v Praze.

## Dílo
- URZA, Martin. Anarchokapitalismus: Stát je špatný sluha, ale zlý pán. 1. vyd. Praha: Tereza Sladkovská, 2018. 242 s. Dostupné online. ISBN 978-80-270-1648-8.